# Domenico Cornacchia
Domenico Cornacchia (Altamura, 13 febbraio 1950) è un vescovo cattolico italiano, dal 15 gennaio 2016 vescovo di Molfetta-Ruvo-Giovinazzo-Terlizzi.

## Biografia
Nasce ad Altamura, allora sede dell'omonima prelatura in provincia di Bari, il 13 febbraio 1950.

### Formazione e ministero sacerdotale
Frequenta il seminario di Bari e il Pontificio Seminario Regionale Pugliese "Pio XI" di Molfetta. Trasferitosi a Roma, come alunno del Pontificio Seminario Romano Maggiore segue i corsi di filosofia e di teologia alla Pontificia Università Lateranense. Ottiene poi il dottorato in teologia presso la Pontificia facoltà teologica dell'Italia meridionale.
Il 24 aprile 1976 è ordinato presbitero dal vescovo Antonio D'Erchia, prelato di Altamura e Acquaviva delle Fonti, per la prelatura di Altamura.
Dopo l'ordinazione ricopre l'incarico di vicario cooperatore, dal 1976 al 1984, e poi di parroco, dal 1984 al 1993, della parrocchia del Sacro Cuore di Gesù in Altamura. Al contempo è anche insegnante di religione al liceo scientifico "Federico II" nella stessa città, dal 1977 al 1995, e assistente dei giovani dell'Azione Cattolica, dal 1977 al 1982.
Dal 1984 alla nomina episcopale è insegnante di teologia spirituale presso la Facoltà Teologica Pugliese, mentre a partire dal 1993 è, per 12 anni, padre spirituale nel Pontificio Seminario Regionale Pugliese in Molfetta. Nel 2005 è nominato parroco della parrocchia del Santissimo Redentore ad Altamura. Presso la diocesi di origine è membro, a più riprese, del consiglio presbiterale diocesano e del collegio dei consultori.

### Ministero episcopale
Il 30 giugno 2007 papa Benedetto XVI lo nomina vescovo di Lucera-Troia; succede a Francesco Zerrillo, dimessosi per raggiunti limiti di età. Il 22 settembre seguente riceve l'ordinazione episcopale, ad Altamura, dall'arcivescovo Giacinto Berloco, nunzio apostolico in Venezuela, co-consacranti Mario Paciello, vescovo di Altamura-Gravina-Acquaviva delle Fonti, e Francesco Zerrillo, suo predecessore. Il 14 ottobre prende possesso della diocesi.
Il 15 gennaio 2016 papa Francesco lo trasferisce alla diocesi di Molfetta-Ruvo-Giovinazzo-Terlizzi, dove succede a Luigi Martella, deceduto il 6 luglio 2015. Il 20 febbraio successivo prende possesso della diocesi.

## Genealogia episcopale
La genealogia episcopale è:
- Cardinale Scipione Rebiba
- Cardinale Giulio Antonio Santori
- Cardinale Girolamo Bernerio, O.P.
- Arcivescovo Galeazzo Sanvitale
- Cardinale Ludovico Ludovisi
- Cardinale Luigi Caetani
- Cardinale Ulderico Carpegna
- Cardinale Paluzzo Paluzzi Altieri degli Albertoni
- Papa Benedetto XIII
- Papa Benedetto XIV
- Papa Clemente XIII
- Cardinale Enrico Benedetto Stuart
- Papa Leone XII
- Cardinale Chiarissimo Falconieri Mellini
- Cardinale Camillo Di Pietro
- Cardinale Mieczysław Halka Ledóchowski
- Cardinale Jan Maurycy Paweł Puzyna de Kosielsko
- Arcivescovo Józef Bilczewski
- Arcivescovo Bolesław Twardowski
- Arcivescovo Eugeniusz Baziak
- Papa Giovanni Paolo II
- Arcivescovo Giacinto Berloco
- Vescovo Domenico Cornacchia

## Araldica
| Stemma | Blasonatura |
| ------ | --- |
|        | D'oro, calzato ritondato di rosso: nel 1º al pellicano con la sua pietà al naturale, sanguinoso di rosso; nel 2º alla stella (7) del campo, a destra, e alla fiamma dello stesso, a sinistra. |